# Декстер Гордон
Декстер Гордон (енгл. Dexter Gordon; Лос Анђелес, 27. фебруар 1923 — Филаделфија, 25. април 1990) је био амерички џез тенор саксофониста, номинован за Оскара. Сматра се за једног од првих би-бап тенор саксофониста.